# Ponte di Askøy
Il ponte di Askøy è un ponte sul Byfjorden, tra le città di Bergen e Askøy, in Norvegia.
Il ponte è lungo 1.057 metri e ha una campata centrale di 850 metri che, fino al 2013, era la più lunga campata sospesa della Norvegia.
Subito a nord del ponte si incontra il villaggio di Kleppestø, che è il centro municipale di Askøy. Da qui il fiordo si divide in due rami; uno va a sud fino al centro di Bergen e l'altro a nord sul lato est di Askøy.